# Браш, Хорст
Хорст Браш (нем. Horst Brasch; 23 декабря 1922, Берлин — 18 августа 1989, Восточный Берлин или Берлин) — немецкий политик, член СЕПГ. Заместитель министра культуры ГДР. Отец писателей Томаса и Петера Брашей, актёра Клауса Браша и журналистки Марион Браш.

## Биография
Хорст Браш происходил из семьи еврейских текстильных фабрикантов, был пасынком писателя и биолога Курта Тезинга. В 1939 году в ходе операции «Киндертранспорт» эмигрировал в Великобританию, где был интернирован в Канаду. Участвовал в организации ССНМ, в 1942 году возглавил организацию. В 1945 году вступил во Всемирную федерацию демократической молодёжи.
В 1944 году вступил в Коммунистическую партию Германии. В 1946 году переехал в советскую зону оккупации, через год к нему перебралась семья. Вначале работал редактором в газете, в частности, шеф-редактором Junge Welt. В 1950—1952 годах служил министром народного образования восточногерманской земли Бранденбург, затем до 1957 года работал на должности секретаря совета округа Котбус.
С 1959 года Браш возглавлял бюро председателя Национального совета Национального фронта, в 1963 году был избран в Народную палату ГДР. В 1966—1969 годах занимал должность заместителя министра культуры ГДР.
Политическая деятельность сына Томаса, попавшего в тюрьму за участие в протестах против подавления Пражской весны в 1968 году, положила конец карьере Хорста Браша. Его направили в Москву на курсы повышения квалификации, затем в 1971—1975 годах Хорст Браш работал вторым секретарём окружного правления СЕПГ в Карл-Маркс-Штадте. В 1975 году Браш был освобождён от должности после конфликта с членом Политбюро СЕПГ и был назначен генеральным секретарём Лиги дружбы народов. Умер от рака.

## Публикации
- Hrsg., Junge Abgeordnete sagen ihre Meinung. Einige Diskussionsbeiträge auf dem 2. Parlament, Berlin 1947
- Treffpunkt Budapest, Berlin 1949
- Rings um Big Ben, Berlin 1960
- Wie müssen die Parteiorganisationen die Arbeit der Nationalen Front unterstützen?, Berlin 1961
- Die Gestaltung des Menschenbildes der sozialistischen Gesellschaft, die Jahrhundertaufgabe unserer Kultur, Berlin 1968
- Lebensdauer. Erinnerung an Curt Thesing, einen deutschen Patrioten und Humanisten, Berlin 1987